# Mount Wilhelm
Mount Wilhelm, voorheen Wilhelmberg genamd, is een dode vulkaan met een kratermeer. Met een hoogte van 4.509 meter boven de zeespiegel is het de hoogste berg in Papoea-Nieuw-Guinea, een land in Oceanië dat het oostelijk deel van het eiland Nieuw-Guinea beslaat. Mount Wilhelm maakt deel uit van het Bismarckgebergte. De hoogste berg op het eiland Nieuw-Guinea is Puncak Jaya (4.884 m) in Papoea, het westelijk deel van het eiland Nieuw-Guinea, dat staatkundig onder Indonesië valt.   
De top van Mount Wilhelm ligt op het snijpunt van de grenzen van drie provincies in Papoea-Nieuw-Guinea: Chimbu, Western Highlands en Madang. In de lokale Papoeataal, het Kuman, heet de berg Enduwa Kombuglu of Kombugl'o Dimbin.
Het noordelijke deel van Papoea-Nieuw-Guinea was van 1884 tot 1914 een Duitse kolonie met de naam Keizer Wilhelmsland. Hugo Zöller (1852-1933), een Duitse ontdekkingsreiziger en verslaglegger, had als eerste Europeaan de bergketen beklommen. In 1888 vernoemde hij de vier hoogste bergen, Ottoberg, Herbertberg, Mariaberg en Wilhelmberg, naar de Duitse rijkskanselier Otto von Bismarck en zijn drie kinderen. Wilhelmberg is genoemd naar Wilhelm von Bismarck (1852-1901), de jongste zoon van de rijkskanselier, en is van deze vier bergen de hoogste.  
De top van Mount Wilhelm werd voor het eerst beklommen op 15 augustus 1938 door de Australische patrouille-officier Leigh Grant Vial (1909-1943), samen met twee Papoea's, Namba Wan Bare Kuakawa en Gend. Vial rapporteerde dat er sneeuw lag op de top van de berg, ondanks zijn nabijheid tot de evenaar.